# Schlagenhofen

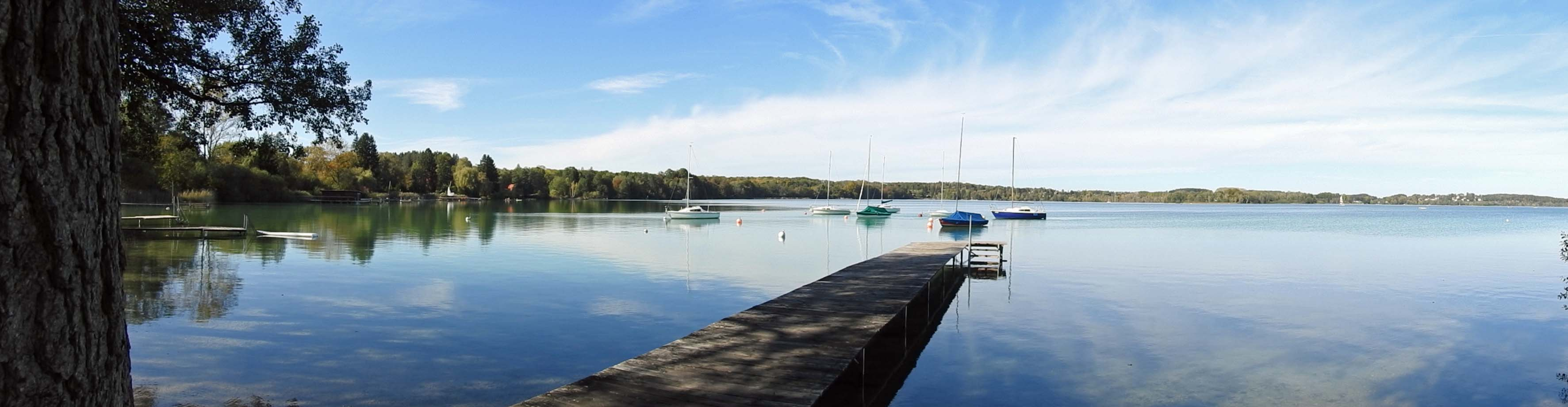
Schlagenhofen – Wörthsee von Süden

 Schlagenhofen ist ein Ortsteil der Gemeinde Inning am Ammersee im oberbayerischen Landkreis Starnberg.

## Lage
Das Kirchdorf liegt südlich des Kernortes Inning direkt am Südufer des 4,34 km² großen Wörthsees auf der Gemarkung Buch am Ammersee. Westlich verläuft die Staatsstraße 2070 und erstreckt sich der 46,6 km² große Ammersee. Die A 96 verläuft nördlich.

## Geschichte
Der älteste Besiedlungsnachweis für den Ort ist ein neolithisches  Steinbeil (gebohrt, poliert) aus der Zeit um 2000 v. Chr. Es wurde 1965 in einer Kiesgrube am Ort gefunden und befindet sich in der Archäologischen Staatssammlung München. Die gesicherte älteste urkundliche Erwähnung als „Slogenhouen“ datiert von 1242. Angesprochen wird das Besitztum der Dießener Stiftskirche im Ort. Im Jahr 1255 tauchen in einer Eichstätter Urkunde erstmals Namen von Menschen in Schlagenhofen auf. Über mindestens  fünf Jahrhunderte gab es Siedlungskontinuität, d. h. die Zahl der Anwesen blieb stets bei neun. Über Jahrhunderte bis Beginn des  19. Jh. waren auch die Grundherrschaften die gleichen: Herrschaft Seefeld (3 Anw.), Kirche Oberalting (3 Anw.), Kirche Schlagenhofen (2 Anw.), Kirche Inning (1 Anw.).
Mit dem Beginn der Bildung politischer Gemeinden in der ersten Hälfte des 19. Jh. kam Schlagenhofen zur neugegründeten Gemeinde Buch am Ammersee. Sie wurde am 1. Januar 1975 im Rahmen der Gebietsreform in Bayern nach „Inning am Ammersee“ eingegliedert.
Im Jahr 2017 feierte der Ortsteil sein 775-jähriges Bestehen, das mit einem Festakt begangen wurde. Auch wurde der Sieberhof und deren Betreiberfamilie für 400 Jahre durchgängige Hofbewirtschaftung ausgezeichnet.

## Sehenswürdigkeiten
In der Liste der Baudenkmäler in Inning am Ammersee ist als Baudenkmal nur die vor 1653 erbaute katholische Filialkirche St. Michael aufgeführt. Die dem Erzengel Michael geweihte Kapelle wurde auf den Grundmauern einer spätgotischen Kirche von Caspar Feichtmayr errichtet. Rechts vom Altar steht eine künstlerisch wertvolle Figur des Erzengels Michael als „Seelenwäger“. Sie stammt von etwa 1460. Bemerkenswert auch die Madonna im Rosenkranz links des Altars.